# M/S Oden Gamle

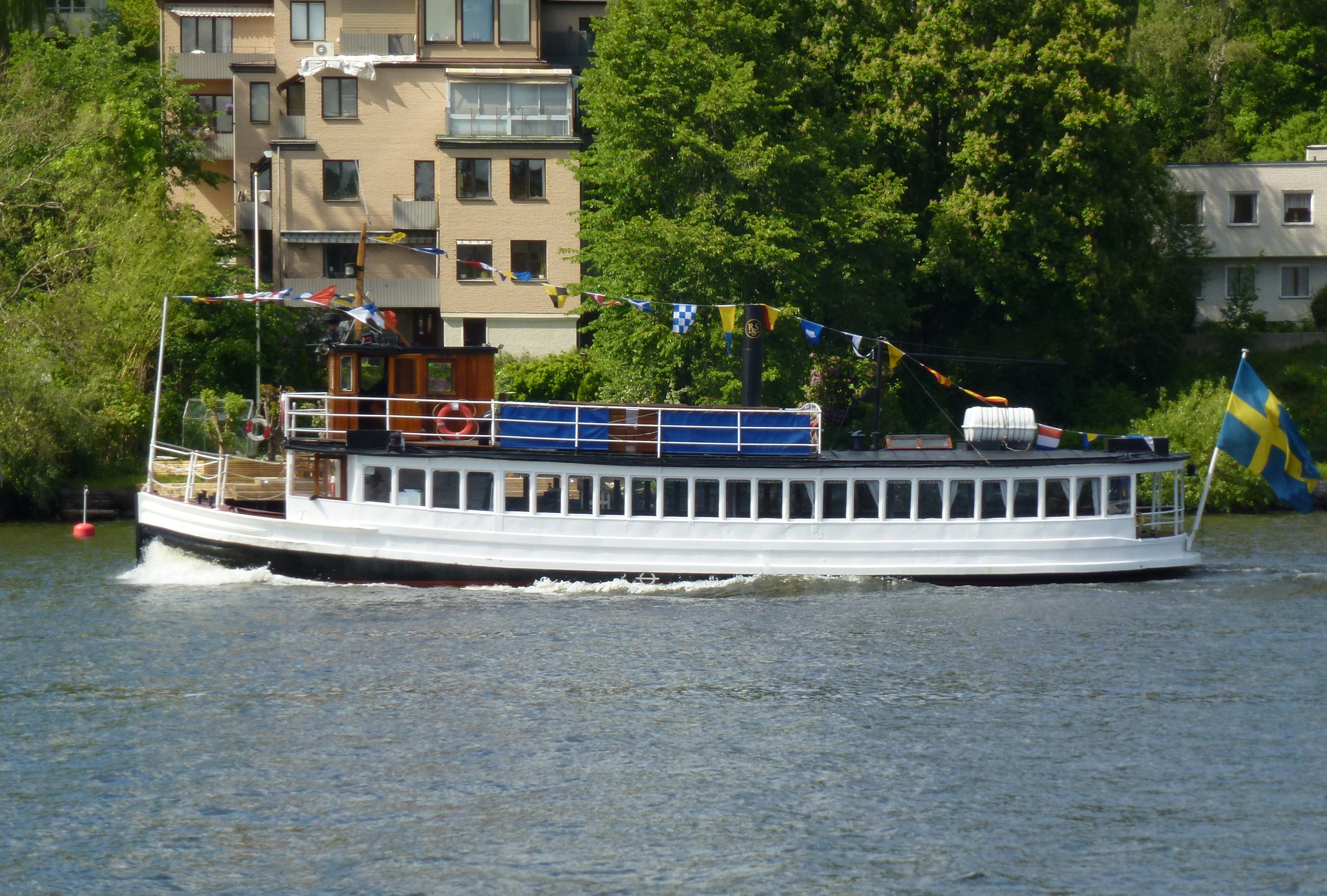
M/S Oden Gamle utanför Stora Essingen, 2012.

M/S Oden Gamle är ett tidigare ångfartyg, byggd 1902 som ångslup på Bergsunds Mekaniska Verkstad under namnet Essingen I.
Fartyget levererades 1902 till Essingens Ångslups AB i Stockholm. 1907 övertogs hon av Waxholms Nya Ångfartygs AB i Vaxholm och döptes om till Oden. Nästa namnbyte skedde 1960 till Östergyllen då hon såldes till Martin Alexandersson  i Norrköping. År 1961 byttes ångmaskinen ut till en 6-cylinder Ford Diesel. Efter flera ägarbyten och utchartring på bland annat traden Norrköping - Kolmården 1969 såldes fartyget till Berit Eva Margareta Gustafsson, Stockholm och blev omdöpt till Bebban III.
Sitt nuvarande (2012) namn Oden Gamle fick fartyget 1981.

## Fakta
- Byggår: 1902
- Varv: Bergsunds Mekaniska Verkstad
- Varvsnumer: 298
- Dimensioner (ursprungliga): 20,90 x 5,34 x 1,81 m
- Dimensioner (nuvarande): 21,28 x 5,64 x 1,80 m
- BRT: 76
- Nuvarande maskin: Ford 2704 diesel
- Effekt: 188 hk
- Antal passagerare: 80
- Systerfartyg: Essingen II